# Берсуат
Берсуа́т (каз. Бірсуат) — село у складі Аршалинського району Акмолинської області Казахстану. Адміністративний центр Берсуатського сільського округу.
Населення — 518 осіб (2021; 717 у 2009, 778 у 1999, 1006 у 1989).
Національний склад станом на 1989 рік:
- росіяни — 35 %;
- казахи — 26 %.

До 2007 року село називалося Роздольне.